# 杉山村
杉山村（すぎやまむら）は、愛知県渥美郡にあった村で、現在の豊橋市西部、田原市東部に該当する。
渥美半島に在り三河湾、太平洋（遠州灘）に面する。また杉山氏の所縁の地でもある。

## 沿革
- 江戸時代末期、この地域は田原藩領、三河吉田藩領、幕府領、寺社領などであった。
- 1878年（明治11年）
  - 杉山村、神吉新田、谷熊村が合併し、杉谷村となる。
  - 浜田村、久美原村、長仙寺村、片神戸村、百々村、数原新田が合併し、六連村となる。
- 1882年（明治15年） - 杉谷村が杉山村（旧・杉山村、神吉新田）と谷熊村[2]に分立する。
- 1889年（明治22年）10月1日 - 町村制施行に伴い、杉山村が発足。
- 1906年（明治39年）9月10日 - 六連村と合併し、改めて杉山村となる。
- 1955年（昭和30年）4月1日 - 分割により、旧来の杉山村域が豊橋市に、旧・六連村域が田原町にそれぞれ編入され廃止。

### 現在の地名との関係
- 杉山村大字杉山（現・豊橋市杉山町）
- 杉山村大字六連（現・田原市六連町）

## 学校
- 杉山村立杉山小学校（現・豊橋市立杉山小学校）
- 杉山村立六連小学校（現・田原市立六連小学校）
- 杉山村立杉山中学校（1960年に老津中学校と統合。現・豊橋市立章南中学校）
- 愛知県立成章高等学校杉山分校（1952年廃止）

## 道路・橋梁
- 田原街道

## 交通機関
- 豊橋鉄道渥美線
  - 杉山駅

## 神社・仏閣
- 長慶寺
- 全福寺
- 長仙寺